# Andrea Pozzo

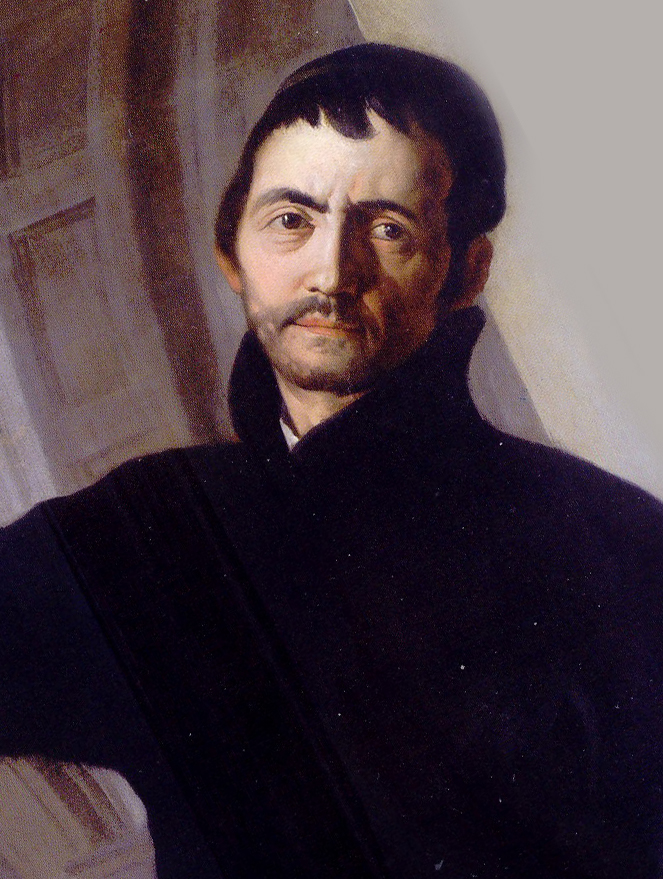
Zelfportret (detail), 1686-1687, Il Gesù, Rome

Andrea Pozzo, ook wel Pozzi (Trente, 30 november 1642 - Wenen, 31 augustus 1709), was een Italiaanse kunstschilder en architect. Hij wordt gerekend tot de stijlperiode van de barok en maakte vooral naam met een aantal grote plafondschilderingen en koepelfresco's, gebruik makend van trompe-l'oeil-effecten.

## Leven en werk
Pozzo kreeg wat eerste artistieke scholing in zijn geboortestad Trente en vervolgde zijn opleidingen in Como en Milaan, alwaar hij zich in in 1665 aansloot bij de orde van de Jezuïeten. Later studeerde hij ook nog in Genua en Venetië. Hij schilderde religieuze onderwerpen en werkte in de stijl van de barok, realistisch, met rijke kleuren in een sterk chiaroscuro. Verder maakte hij ook decors voor toneel en allengs steeds meer fresco's.
Na een korte periode in Turijn werd Pozzo in 1681 door de Jezuïetenorde naar Rome geroepen. Vanaf die tijd zou hij vooral naam maken als decorateur van kerken, in het bijzonder van koepels en plafonds, met gebruikmaking van trompe-l'oeil-effecten. Deze schilderingen worden thans gezien als unieke meesterwerken van de illusionistische schilderkunst. Zo maakte hij in die tijd indrukwekkende plafondschilderingen (met een heuse schijnkoepel) andere fresco's voor de Jezuïetenkerk  Sant'Ignazio. Eveneens in Rome ontwierp hij de kapel van Sint Ignatius in de Chiesa del Gesù. Ook ontwierp hij altaars en kerkinterieurs, onder andere voor de Sint-Nicolaaskathedraal in Ljubljana.
In 1702  werd Pozzo door keizer keizer Leopold I naar Wenen gehaald en decoreerde daar het plafond en de koepel van de plaatselijke Jesuitenkirche. Aan het einde van zijn leven schreef hij een baanbrekende theoretische verhandeling over de perspectivische uitgangspunten van het trompe-l'oeil-effect. In 1709 overleed hij, op 66-jarige leeftijd.

## Galerij

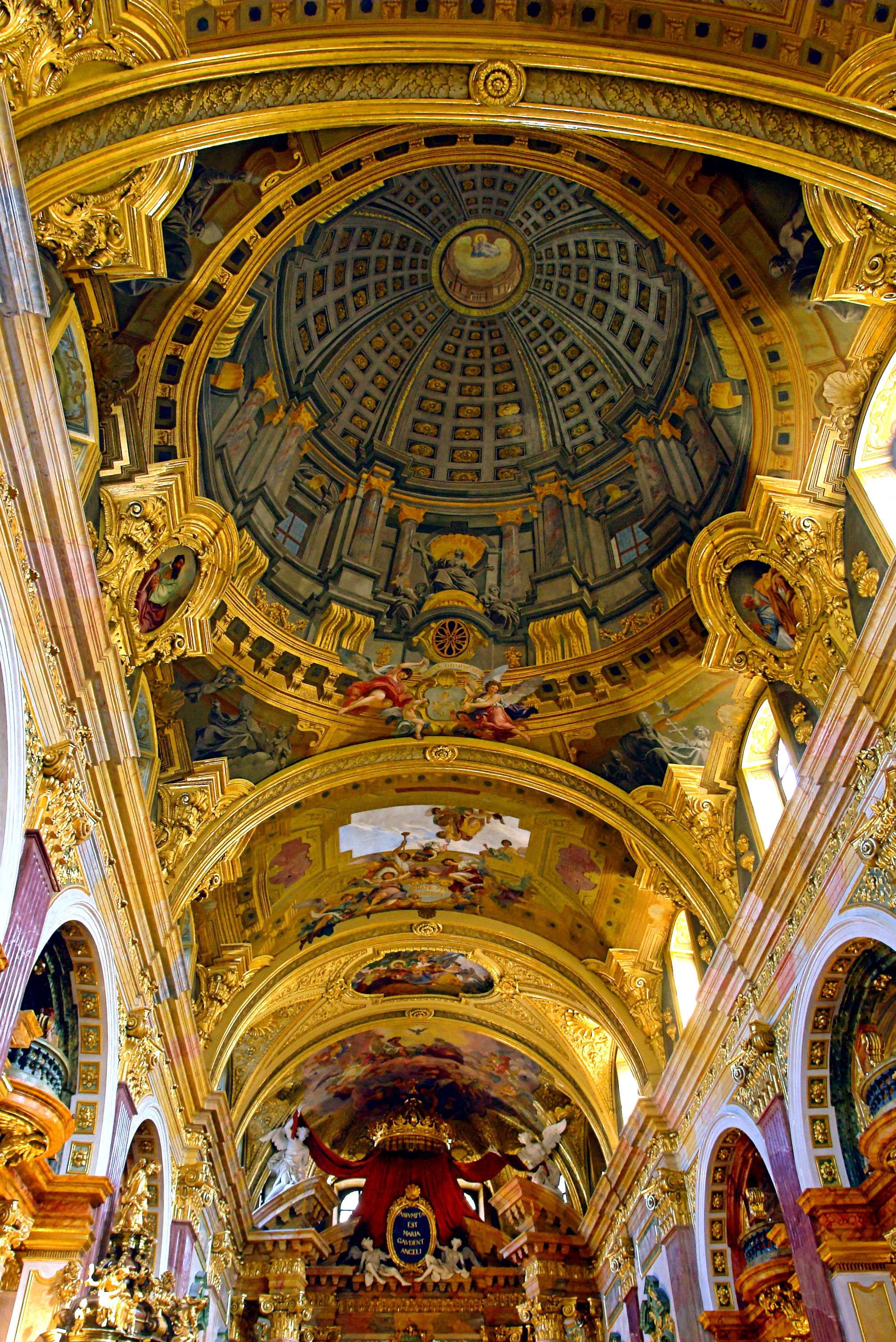
Schijnkoepel van de Jesuitenkirche, Wenen
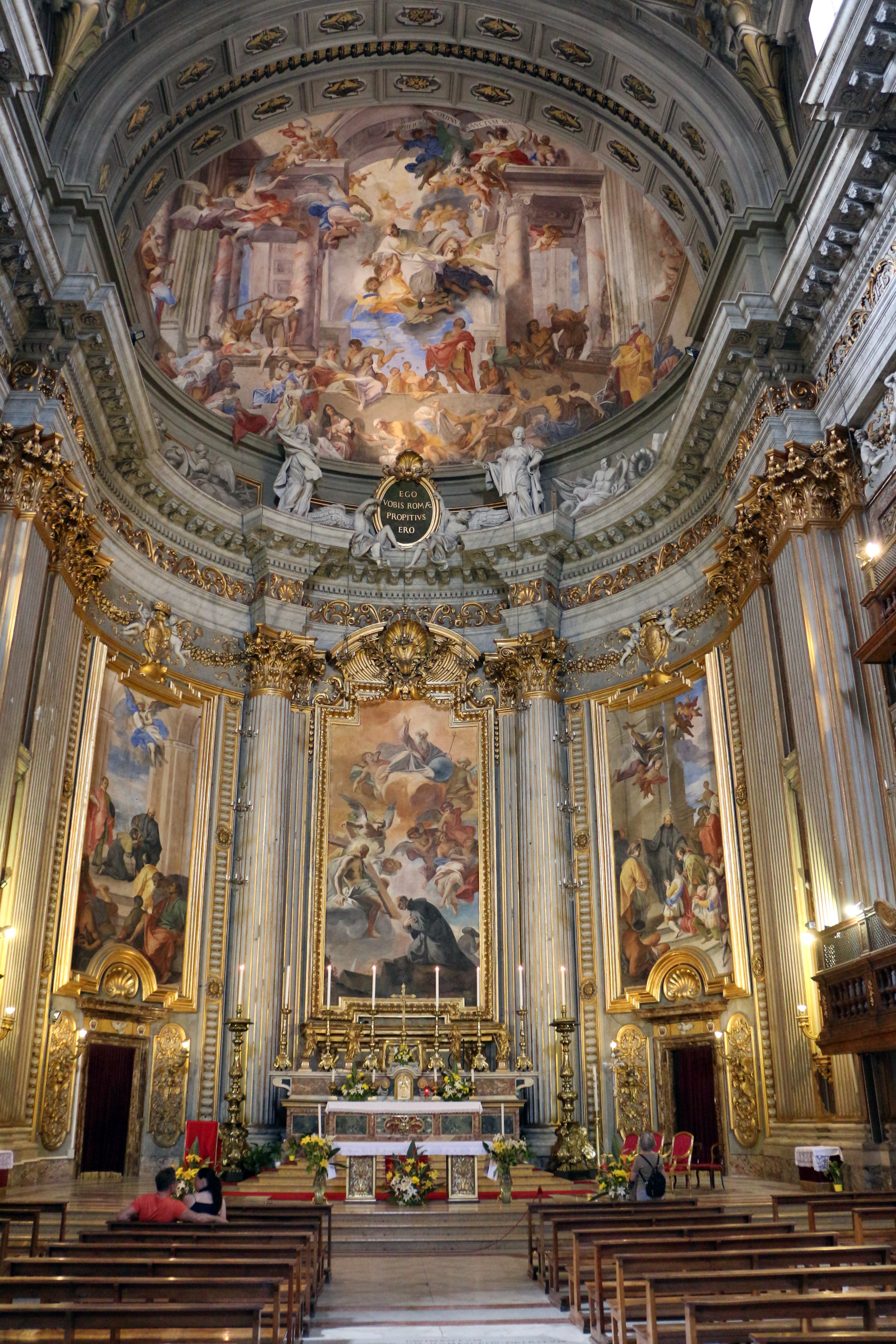
Presbyterium en apsis van de Sant'Ignazio, Rome
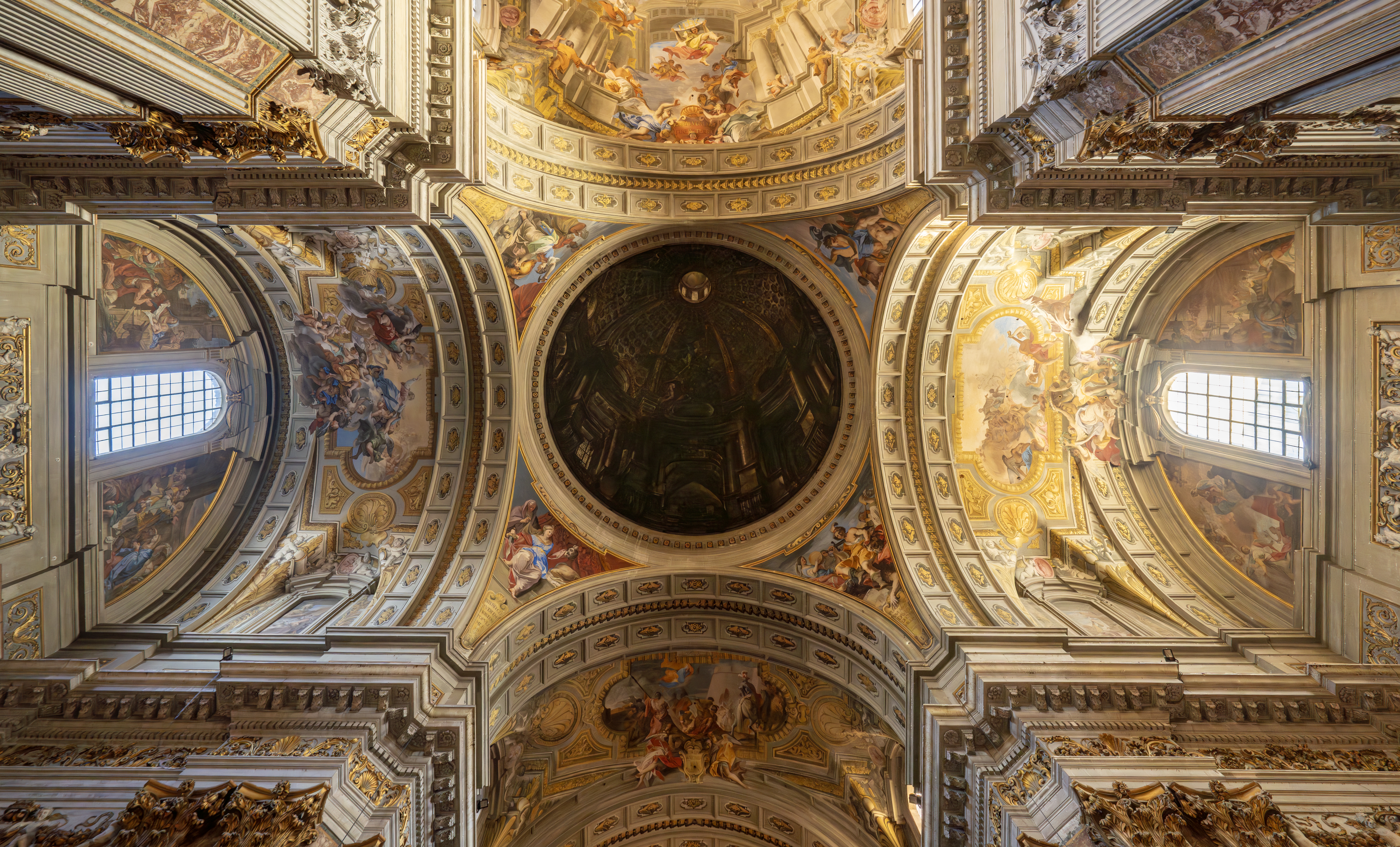
Schijnkoepel van de Sant'Ignazio, Rome
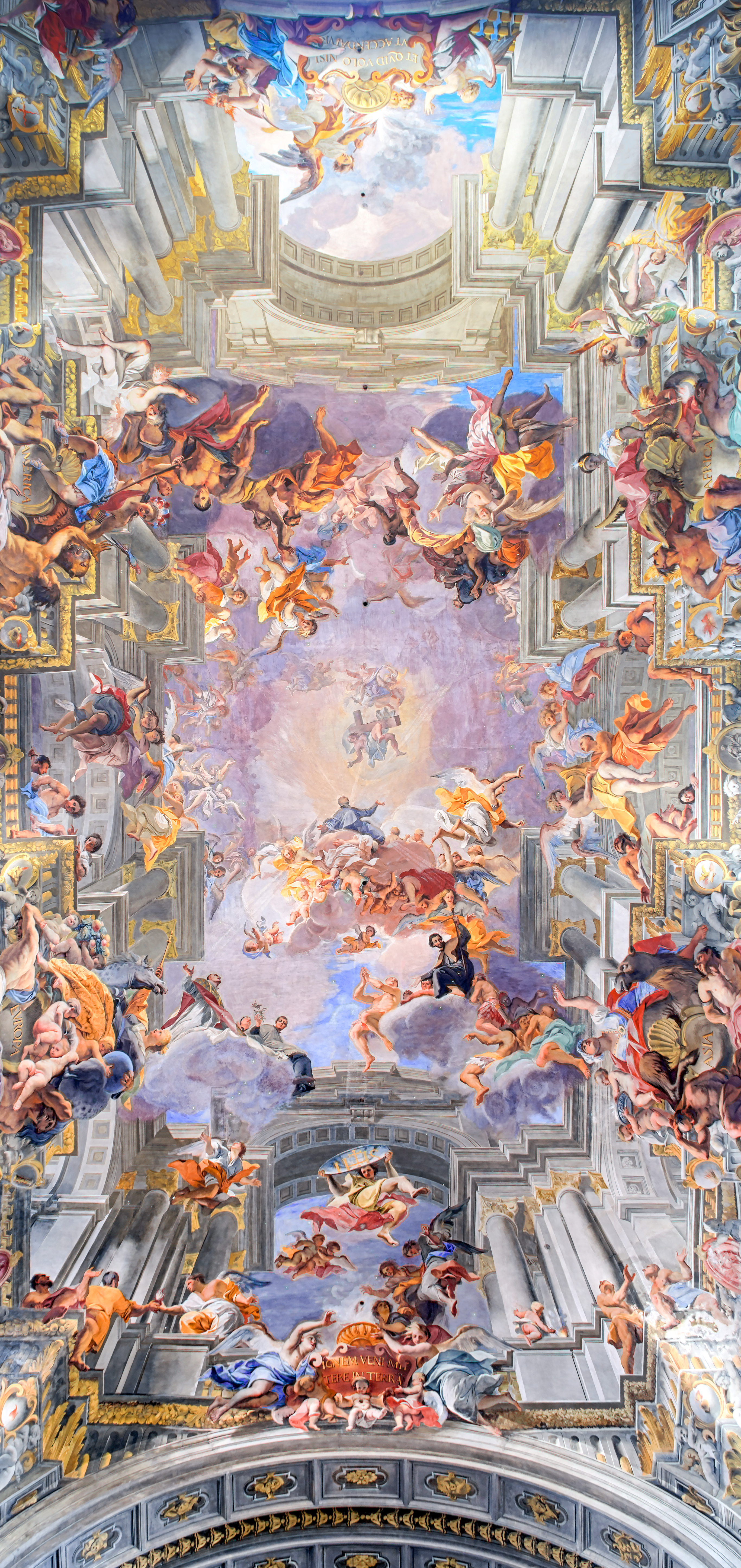
Plafondschildering van de Sant'Ignazio te Rome, met een afbeelding van de Glorie van Sint Ignatius